# Showbiz (Musical)
Showbiz ist ein Musical von Kay Link, das 2007 als Auftragswerk für die Oper Leipzig/Musikalische Komödie uraufgeführt wurde.

## Inhalt
Der Immobilienmakler Horst Kötter versucht in der Provinz ein leerstehendes Theater zu vermieten, sei es als Tiefgarage oder Lagerraum. Victor Wackernagel, der als junger Mann selbst auf dieser Bühne stand, lässt sich das Gebäude zeigen und erinnert sich an die glamourösen Zeiten, als dieses Theater noch mit Leben gefüllt war. Ohne die nötigen Mittel zu besitzen, unterschreibt Wackernagel den Mietvertrag und versucht mit Enthusiasmus, eine Show auf die Beine zu stellen und das Theater wieder zu eröffnen.
Die Zuschauer verfolgen den steinigen Weg zur Premiere, angefangen vom Casting der Bewohner des Ortes, den Divenstreit zweier ehemaliger Oberbürgermeister-Gattinen, das Wiederauftauchen von Victor Wackernagels ehemaliger Geliebten Gitte, Proben, unbezahlte Rechnungen. Dann kann der Theaterleiter die Miete nicht mehr bezahlen, Kötter droht alle auf die Straße zu setzen. Als Gitte andeutet, dass die Show eine Goldgrube hätte werden können, möchte er sich vom Probenstand überzeugen, um sich gegebenenfalls an der Produktion finanziell zu beteiligen. In diesem Moment stellt die Stadt den Strom ab, was mit den unkonventionellen Methoden einer Beleuchterin schnell behoben wird. Kötter ist begeistert, steigt mit ein – die Show ist gerettet.
Im zweiten Teil sieht man Wackernagel und sein Ensemble in der Generalprobe der Show. Viele Pannen, eine Entführung, ein Blick in die Garderobe der beiden zickigen Diven und der verblüffende Auftritt des Maklers, der die Premiere rettet. Am Ende bleibt Victor alleine auf der Bühne zurück. Er hat das Theater wiederbelebt.

## Musik
Die Handlung wird durch Musiknummern verschiedener Komponisten verbunden, darunter Leonard Bernstein, Jerry Bock, Georges Bizet, Frederick Loewe, Andrew Lloyd-Webber, Noel Gay, Cole Porter, Jerry Herman, Irving Berlin u. a. (vgl. Juke-Box-Musical)

## Hintergrund
Der Autor wurde durch zwei verschiedene Quellen zur Handlung inspiriert: Ein Zeitungsartikel, der vom Kauf des Wittenberger Theaters durch ein Ehepaar berichtet, welches die Einrichtung eines Getränkemarkts im Theatergebäude verhindern wollte, sowie drei Fotos des US-amerikanischen Fotografen Lowell Boileau, die das zu einem Parkhaus umgebaute Michigan Theatre in Detroit zeigen. Die Musikalische Komödie, das Musical- und Operettenhaus der Oper Leipzig, selbst immer wieder von Schließungsplänen bedroht, hat Showbiz bis heute auf dem Spielplan.

## Aufführungen
- Uraufführung am 2. Juni 2007 an der Oper Leipzig/Musikalische Komödie in der Regie von Kay Link im Bühnenbild von Frank Schmutzler und unter der musikalischen Leitung von Stefan Diederich.